# Lepidodactylus lombocensis
Lepidodactylus lombocensis är en ödleart som beskrevs av  Mertens 1929. Lepidodactylus lombocensis ingår i släktet Lepidodactylus och familjen geckoödlor. Inga underarter finns listade i Catalogue of Life.